# Federica Del Buono
Federica Del Buono (* 12. Dezember 1994 in Vicenza) ist eine italienische Mittel- und Langstreckenläuferin, die sich auf die 1500-Meter-Distanz spezialisiert hat.

## Sportliche Laufbahn
Erste internationale Erfahrungen sammelte Federica Del Buono im Jahr 2012, als sie bei den Juniorenweltmeisterschaften in Barcelona im 1500-Meter-Lauf mit 4:28,66 min in der ersten Runde ausschied. 2014 siegte sie bei den U23-Mittelmeermeisterschaften in Aubagne in 4:14,20 min und qualifizierte sich auch für die Europameisterschaften in Zürich, bei denen sie überraschend in 4:07,49 min den fünften Platz belegen konnte. 2015 gewann sie bei den Halleneuropameisterschaften in Prag in 4:11,67 min die Bronzemedaille hinter der Polin der Niederländerin Sifan Hassan und Angelika Cichocka aus Polen. Zudem gewann sie bei den Crosslauf-Europameisterschaften 2015 in Hyères die Bronzemedaille in der U23-Mannschaftswertung und belegte im Einzelrennen in 20:12 min den siebten Platz. Nach mehreren Jahren ohne bestrittenen Wettkämpfen nimmt sie seit 2019 gelegentlich wieder an offiziellen Rennen teil und 2021 schied sie bei den Halleneuropameisterschaften in Toruń mit 4:12,79 min im Vorlauf aus. Über die Weltrangliste qualifizierte sie sich für die Olympischen Spiele in Tokio und kam dort mit 4:07,70 min nicht über die Vorrunde hinaus.
2022 gewann sie bei den Mittelmeerspielen in Oran in 4:13,09 min die Silbermedaille über 1500 Meter hinter der Französin Aurore Fleury und anschließend schied sie bei den Weltmeisterschaften in Eugene mit 4:08,42 min in der ersten Runde aus. Im August kam sie bei den Europameisterschaften in München mit 4:08,14 min nicht über die Vorrunde hinaus und im Dezember siegte sie bei den Crosslauf-Europameisterschaften in Turin in 17:23 min gemeinsam mit Pietro Arese, Yassin Bouih und Gaia Sabbatini in der Mixed-Staffel. Im Jahr darauf verpasste sie bei den Halleneuropameisterschaften in Istanbul mit 4:23,59 min den Finaleinzug und wurde im Oktober bei den Straßenlauf-Weltmeisterschaften in Riga nach 16:03 min 21. über 5 km. 2024 belegte sie bei den Europameisterschaften in Rom in 31:25,41 min den vierten Platz im 10.000-Meter-Lauf und gelangte über 5000 Meter mit 15:00,05 min auf Rang sieben. Im August schied sie bei den Olympischen Sommerspielen in Paris mit 4:06,00 min in der Hoffnungsrunde über 1500 Meter aus und verpasste über 5000 Meter mit 15:15,54 min den Finaleinzug. Im Dezember landete sie bei den Crosslauf-EM in Antalya nach 27:44 min auf dem 53. Platz im Einzelbewerb.
2025 schied sie bei den Halleneuropameisterschaften in Apeldoorn mit 9:11,39 min in der Vorrunde über 3000 Meter aus. Im April landete sie bei den Straßenlauf-Europameisterschaften in Löwen nach 32:46 min auf dem 28. Platz über 10 km.
In den Jahren 2014 und 2024 wurde Del Buono italienische Meisterin im 1500-Meter-Lauf.

## Persönliche Bestzeiten
- 800 Meter: 2:00,58 min, 7. September 2014 in Rieti
  - 800 Meter (Halle): 2:04,77 min, 19. Februar 2023 in Ancona
- 1500 Meter: 4:03,45 min, 16. Juni 2022 in Castellón de la Plana
  - 1500 Meter (Halle): 4:08,87 min, 7. Februar 2015 in Ancona
- Meile: 4:28,13 min, 6. September 2016 in Rovereto
- 3000 Meter: 8:46,84 min, 6. September 2023 in Rovereto
  - 3000 Meter (Halle): 8:48,93 min, 18. Februar 2024 in Ancona
- 5000 Meter: 15:00,05 min, 7. Juni 2024 in Rom
- 10.000 Meter: 31:25,41 min, 11. Juni 2024 in Rom
- 5-km-Straßenlauf: 16:03 min, 1. Oktober 2023 in Riga
- 10-km-Straßenlauf: 31:41 min, 16. März 2024 in Laredo